# Mary Holt
Mary Holt (ur. 31 lipca 1924, zm. 17 lutego 2021) – brytyjska polityczka Partii Konserwatywnej, deputowana Izby Gmin.

## Działalność polityczna
W okresie od 18 czerwca 1970 do 28 lutego 1974 reprezentowała okręg wyborczy Preston North w brytyjskiej Izbie Gmin.